# 千手千眼观世音菩萨广大圆满无碍大悲心陀罗尼经
《千手千眼观世音菩萨广大圆满无碍大悲心陀罗尼经》，简称《大悲心陀罗尼经》、《千手经》，是一部佛教经典。该经在《大正新修大藏经》中收于第二十册。《大悲愿》、《我若向刀山》发愿文以及著名的咒语《大悲咒》便出自该篇经文。

## 译本
唐朝时，天竺沙门伽梵达磨将其翻译为汉文。高昌回鶻胜光法师将其从汉文翻译为回鹘文。

## 外部連結
- 《千手千眼觀世音菩薩廣大圓滿無礙大悲心陀羅尼經》（页面存档备份，存于）
- 《千手千眼觀世音菩薩廣大圓滿無礙大悲心陀羅尼經》 （页面存档备份，存于）